# Hymenodon ovatus
Hymenodon ovatus là một loài rêu trong họ Rhizogoniaceae. Loài này được (Hook. f. & Wilson) Müll. Hal. mô tả khoa học đầu tiên năm 1851.